# سوخته ناگ
سوخته ناگ، روستایی از توابع شهرستان سرباز در دهستان سرکور که از طرف غرب به روستای سهران و از طرف شرق به نریگان و از طرف جنوب به پنچی بگ و راچدر و از طرف شمال به سهماندپ و ملک‌آباد منتهی می‌شود.

## جمعیت
این روستا در دهستان سرکور قرار دارد و براساس سرشماری مرکز آمار ایران در سال ۱۳۸۵، جمعیت آن ۱۴۵ نفر (۲۹خانوار) بوده‌است.